# Kepler-150 b
Kepler-150 b — экзопланета у звезды Kepler-150 в созвездии Лиры на расстоянии 949 парсек от Солнца. Самая близкая к звезде среди пяти планет в системе. Была открыта транзитным методом на основе данных телескопа «Кеплер» в 2014 году.

## Родительская звезда
Kepler-150 b вращается вокруг звезды, очень похожей на Солнце. Она имеет радиус 0,94 R⊙ а температура поверхности равна 5560 ± 100 K (примерно 5287 °C). Для сравнения, температура поверхности Солнца составляет 5778 K.

## Параметры орбиты
Планета вращается вокруг Kepler-150 за 3,4 дня по орбите с большой полуосью в 0,04 а.е..
| Нептун | Kepler-150 b    |
| ------ | --------------- |
| Нептун | {{{exoplanet}}} |

## Физические характеристики
Kepler-150 b имеет радиус 0,1 RJ (1,4 R⊕) и является единственной известной скалистой планетой в системе.